# カヤック (バンド)

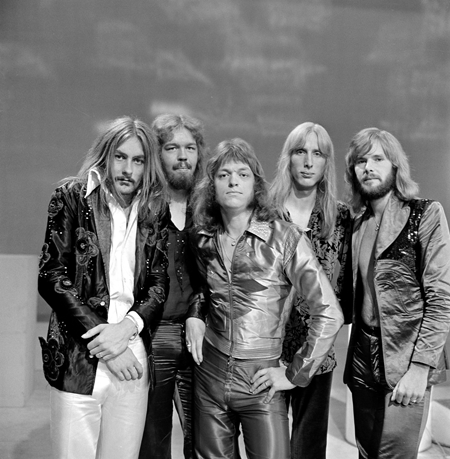
左から、マックス・ウェルナー、ピム・コープマン、ヨハン・スラガー、トン・スケルペンツェル、ベルト・フェルドカンプ（1974年）

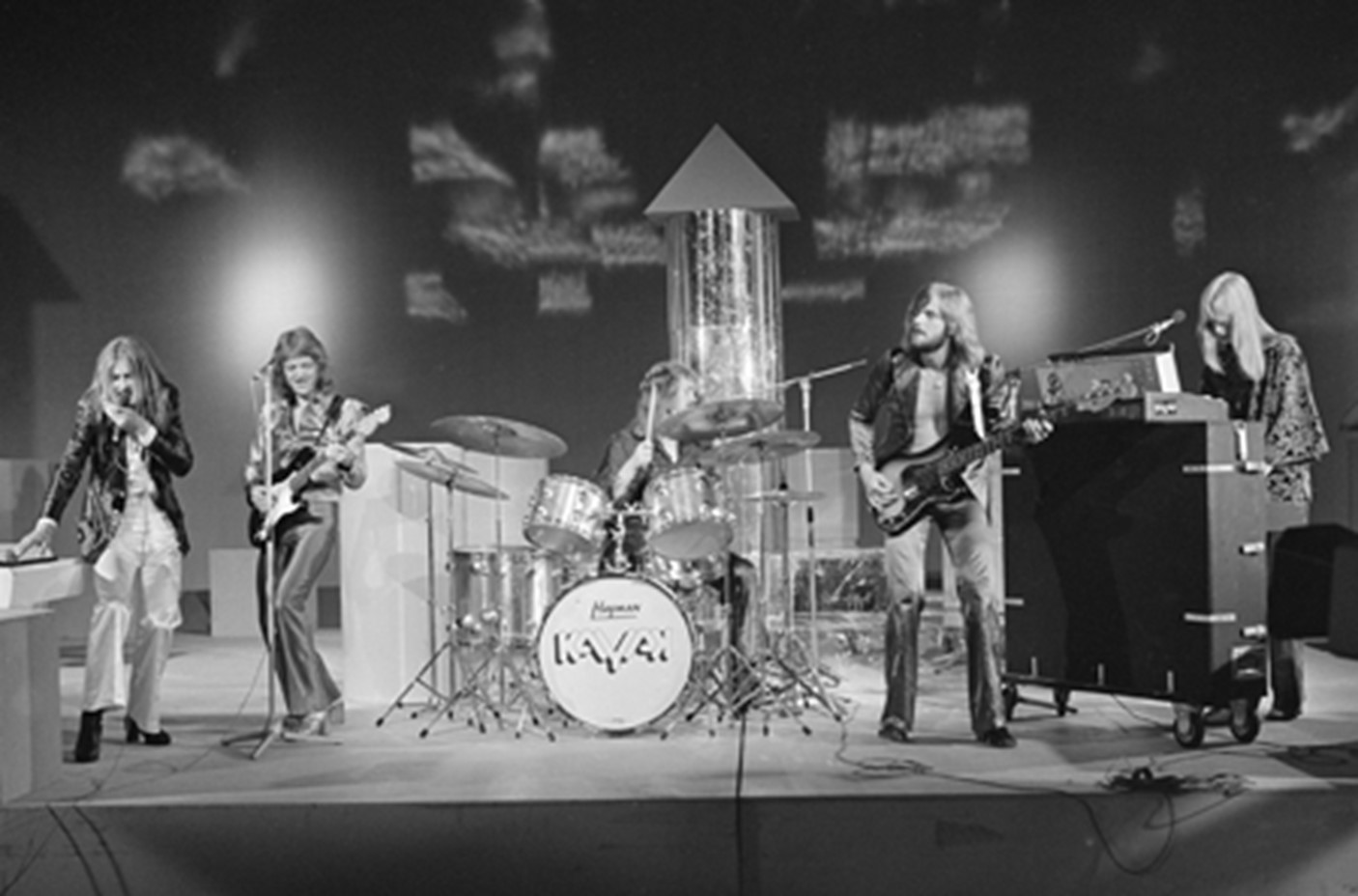
カヤック（1974年）

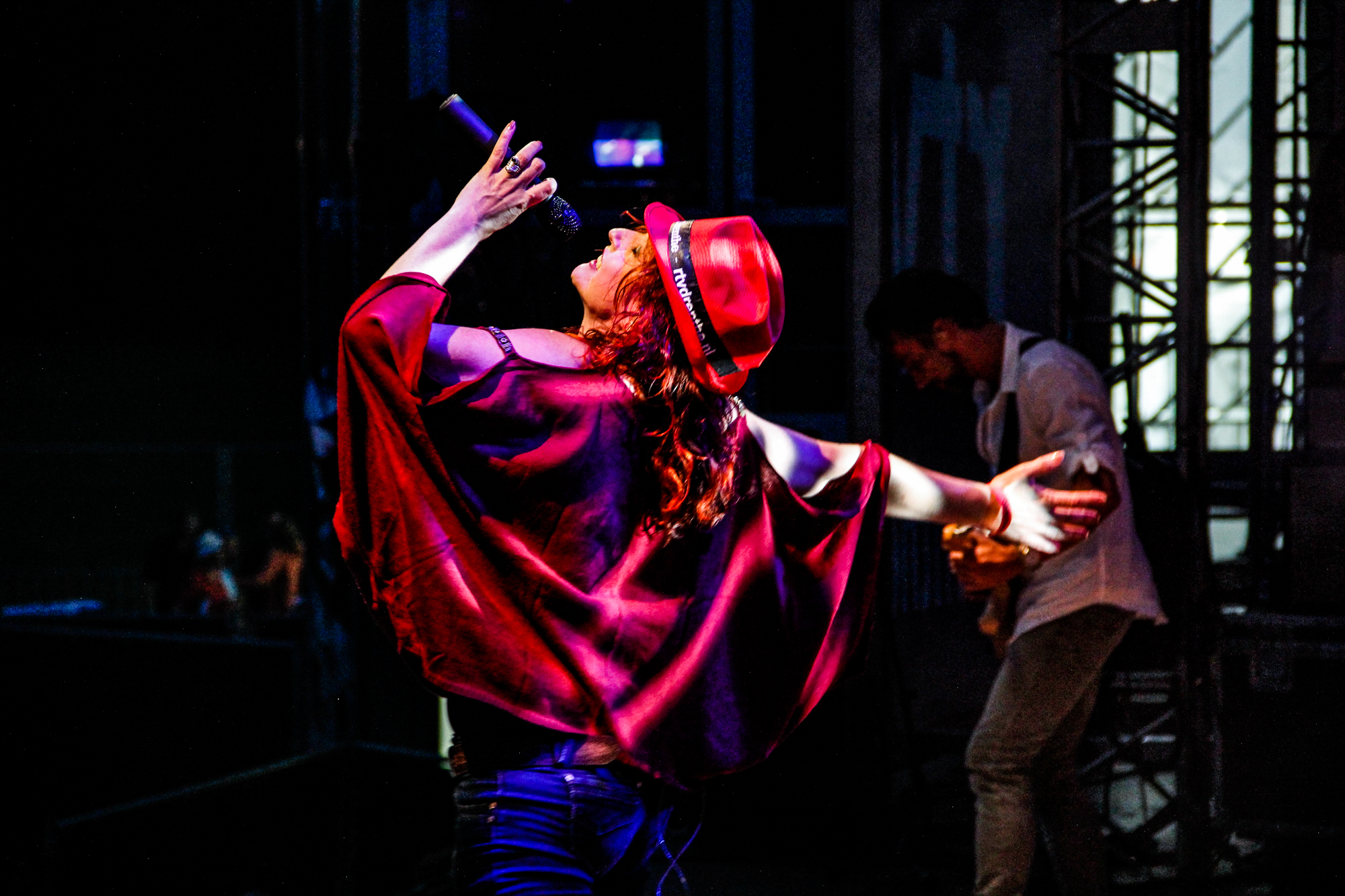
シンディ・オウドショールン（2014年）

カヤック（Kayak）は、1972年にトン・スケルペンツェルとピム・コープマンによってヒルフェルスムで結成されたオランダのロック・バンド。1973年にデビュー・アルバム『シー・シー・ザ・サン』がリリースされ、これにはヒット・シングルが3曲収録されている。彼らの人気は主にオランダで高まり、1979年3月にはトップ・ヒット曲「Ruthless Queen」がオランダのチャートで6位に達した。彼らは9枚のアルバムをリリースした後、1982年に解散した。
1999年、バンドはテレビ番組『De Vrienden van Amstel Live』に出演するよう依頼された。このパフォーマンスの後、彼らは再結成を決意し、さらに9枚のスタジオ・アルバムと3枚のライブ・アルバムをリリースした。

## 略歴
共同創設者のトン・スケルペンツェルは、カヤックの全アルバムに参加した唯一のメンバーである。キーボードのほかに、アコーディオンをはじめ、時としてベース（たとえば、アルバム『ノストラダムス - ザ・フェイト・オヴ・マン』全体）やダブルベースも演奏する。また、オリジナルのアルバム『マーリン』の曲「Love's Aglow」では、バック・ボーカルとリード・ボーカルも担当している。
歌手兼ドラマーのマックス・ウェルナーは、最初の5枚のアルバムでリード・ボーカルを担当した。1978年にドラムとパーカッションに転向し、その後の4枚のアルバムでもそのポジションを務めた。1999年、アルバム『クロース・トゥ・ザ・ファイアー』でリード・シンガーとして復帰。このアルバムの後、カヤックと短いツアーを行ったが、2000年にバンドを脱退した。ウェルナーは4枚のソロ・アルバムをリリースしており、1981年にはシングル「Rain in May」でヨーロッパでヒットを記録した。
ヨハン・スラガーは、1982年の解散まですべてのアルバムでギターを演奏した。彼は1990年代に時折ライブでバンドに参加したが、1999年の再結成には参加しなかった。彼の代わりにロブ・ウィンターが参加し、ヨースト・フェルゴーセンが次のリード・ギタリストとなる前に2枚のアルバムで演奏した。
ドラマーのピム・コープマンも創設メンバーの一人だった。1976年の『ラスト・アンコール』の後、バンドを離れることを決意。オランダのアーティスト、メイウッド、ヴァレンシア、ロビー・ヴァレンタイン、ペトラ・ベルガーと仕事をするフルタイムのプロデューサーとしての仕事を持ちかけられた。1999年にドラマーとして復帰し、2009年11月23日に56歳で亡くなるまでドラムの椅子を離れなかった。ドラム以外に、コープマンは時折キーボードとギターを演奏し、リード・ボーカルとバック・ボーカルも担当した。1976年にバンドを脱退した後、チャールズ・スハウテンが後任となり、その後の1978年にボーカリストのマックス・ウェルナーが後任となり、1982年にバンドは解散した。彼の死後、ハンス・アイケナールが後任となった。
オリジナルのベース奏者、シース・ファン・レーウェンは1975年に学業に専念するために脱退した。彼は弁護士になり、2002年に短命に終わったバルケネンデ1内閣でオランダ文化メディア大臣に就任した。彼の後任は、1975年から1976年までベースを弾き、1999年の再結成で復帰したベルト・フェルドカンプだった。2003年のアルバム『マーリン2 (霊界の吟遊詩人)』の後、フェルドカンプはバンドでの活動と自身のキャリアを両立できないという理由でカヤックを脱退した。
トンの弟であるピーター・スケルペンツェルは、初期のカヤックのローディーだった。1978年、テオ・デ・ヨングがアルバム1枚で脱退した後、彼はバンドのベース奏者として加入した。ピーターはカヤックのベストセラー・アルバム『ファントム・オブ・ザ・ナイト』とそれに続く2枚のアルバムでベースを弾いている。
長年にわたるカヤック・ファンであったエドワード・リーカーズは、マックス・ワーナーがドラムに転向した1978年にリード・シンガーとなった。彼が最初にレコーディングした曲は「Ruthless Queen」で、これはカヤックの最大のヒット曲となっている。1982年までリード・シンガーを務めた。その後、彼は2枚のソロ・アルバムを制作し、バック・ボーカルとして働き、コマーシャルに出演し、アニメ映画や子供向けテレビ番組に声を貸した。2003年にシンガーのバート・ヒーリンクが他の仕事に就いたとき、リーカーズはマーリンのコンサートで彼に代わって参加した。これが彼のカムバックの始まりであり、2005年にはエドワードが僧侶の役を演じるアルバム『ノストラダムス - ザ・フェイト・オヴ・マン』が続いた。このアルバムの後、ヒーリンクはバンドを離れ、リーカーズが再びカヤック唯一の男性リード・シンガーとなった。
1978年から1981年まで、カヤックには2人の女性バック・シンガーが加入した。ベーシストのピーター・スケルペンツェルの妻キャサリン・ラプソーンは、3枚のスタジオ・アルバムで歌った。1982年の解散後、彼女は音楽業界を去っている。トン・スケルペンツェルの妻アイリーン・リンダースはバック・ボーカルを歌っただけでなく、バンドのメイン作詞家としても活躍した。1999年にカヤックが再結成すると、彼女はバンドのマネージャーになった。

### 1999年の再結成以降
2000年のツアーで、バート・ヘーリンク（元ヴァンデンバーグ）がバンドの手伝いをするよう依頼された。計画では、ステージではエドワード・リーカーズが最初に歌った曲をヘーリンクが歌い、マックス・ワーナーがカヤックの曲を歌い、パーカッションを演奏する余地を残すことになっていた。しかし、ワーナーが脱退した後、彼の代わりはいなかったため、ヘーリンクがリード・シンガーとなった。彼はソロ・キャリアに専念する前に、スタジオ・アルバム3枚とライブ・アルバム1枚を制作した。
2001年、ロブ・ヴァンダーリンクがエキストラ・ギタリスト兼ボーカリストとして参加。ヴァンダーリンクは、1960年代から多くのオランダのバンドで演奏してきた経験豊富なミュージシャンである。彼はディーゼル・バンドでピム・コープマンとコラボレーションし、シングル「Sausalito Summernight」でアメリカのBillboard Hot 100チャートで25位に達した。
2003年、女性シンガーのシンディ・オウドショールンがカヤックのアルバム『マーリン』とツアーに参加し、バンドに残ることを決めた。
2005年、ヤン・ヴァン・オルフェンがベース奏者としてカヤックに加入。彼は以前、シスター・スレッジなどと共演し、オランダの多くの舞台ミュージカルのハウスバンドで演奏していた。モニーク・ヴァン・デル・スターも2005年に短期間ボーカリストとしてバンドに加入した。
2008年1月4日、バンドは『カミング・アップ・フォー・エアー』をリリース。同日、35周年記念ツアーがスタート。2008年10月7日、アムステルダムのパラディソでツアーを終了。このコンサートは、2008年12月に『ジ・アニヴァーサリー・ボックス』としてCDとDVDでリリースされた。
2009年10月、バンドはオランダ・ツアーに乗り出した。バンドのウェブサイトのトン・スケルペンツェルによると、このツアーの後、カヤックはアルバム、ツアー、アルバム、ツアーというサイクルを踏まなくなったという。ただし、スケルペンツェルが述べたように、彼らはおそらく新曲を作り続けるだろう。しかし、2009年11月（ツアーの途中）にピム・コープマンが突然、予期せず亡くなったため、バンドの将来は不透明になった。
2010年5月、バンドのウェブサイトでピム・コープマンのトリビュート・コンサートが開催されることが発表された。コンサートは11月22日にパラディソで開催され、カヤックだけでなく、コープマンが過去に一緒に仕事をしたアーティストも参加した。ステージに登場したアーティストには、プッシーキャット、カレン・メイウッド、アリデス・ヒディング、ホセ・ホービー、マイケル・ロビンソンなどがいる。オッキー・ホイスデンス（コープマンがザ・プレジデントを結成した人物）とイェルーン・エンゲルベルト（コープマンのバンド、ディーゼルのメンバーの1人）も演奏した。この機会に、カヤックはハンス・フォーマンを追加のキーボード奏者として起用。ドラム・スツールにはハンス・アイケナールが座った。コンサート後、カヤックはアイケナールがカヤックの新ドラマーになったと発表した。アイケナールがドラムを担当し、カヤックは2011年9月にアルバム『エニーウェア・バット・ヒア』をリリースした。
2010年のピム・コープマン・トリビュートの後、ドラマーのハンス・アイケナールが正式メンバーになるよう依頼された。彼はドラムを演奏するだけでなく、カヤックのアルバム『エニーウェア・バット・ヒア』と『Cleopatra – The Crown of Isis』のミキシングも担当した。アイケナールはカヤックのコンサートにいつも参加できるわけではなく、演奏できないときはショールド・ルッテンがドラムを担当した。
2012年9月21日、バンド名が選ばれたのがちょうど40年前となった。これを記念して、カヤックは彼らの曲にちなんで「Journey Through Time」と題したツアーを行った。彼らは各スタジオ・アルバムから少なくとも1曲を演奏。また、近日発売予定のアルバム『Cleopatra – The Crown of Isis』からの抜粋も含まれていた。この抜粋は、スケルペンツェルとコープマンが1971年に書いた曲「Symmetry」の新しく録音されたバージョンをバックに、EPでもリリースされた。アルバム『クレオパトラ - イシスの王冠』は2014年11月にリリースされた。
2014年10月、エドワード・リーカーズとシンディ・オウドショーンは、2015年のアルバム『クレオパトラ - イシスの王冠』のライブには参加しないことを発表した。2014年末、両者はカヤックからの脱退を発表し、バンドはリード・ボーカル不在となった。2015年3月にオランダのテセル島で行われた『クレオパトラ - イシスの王冠』の1回限りのライブでは、オウドショーンの代わりに、以前にカヤックで活動していたマージョレイン・ティーペンが参加した。男性ボーカルは、マーティン・ファン・デル・スターレ、アレクサンダー・ファン・ブリーメン（2人ともアルバムで歌っている）、ロルフ・コスターとなった。
2017年夏、カヤックは「ツアーに出るバンドは、キーボード奏者のトン・スケルペンツェル、ギタリストのマルセル・シンガー、ボーカリストのバート・シュヴェルトマン、そしてベース奏者のクリストファー・ギルデンロウ（ニュー・アルバム『セブンティーン』で聴くことができる）、そして最近バンドに加わったドラマーのコリン・ライエナールで構成される」と発表した。しかし、2018年のヨーロッパ・ツアー中に、カヤックとライエナールはコラボレーションを中止することを決定した。ハンス・アイケナールはツアーの残りの部分に復帰した。2021年11月、カヤックは2022年4月/5月に予定されている次のツアーが最後のツアーになると発表した。

## メンバー

### 最新メンバー
- トン・スケルペンツェル (Ton Scherpenzeel) - キーボード、ボーカル、ベース (1972年-1982年、1999年– )
- バート・シュヴェルトマン (Bart Schwertmann) - ボーカル (2017年– )
- マルセル・シンガー (Marcel Singor) - ギター、ボーカル (2017年– )
- クリストファー・ギルデンロウ (Kristoffer Gildenlöw) - ベース (2017年– )
- ハンス・アイケナール (Hans Eijkenaar) - ドラム (2009年-2016年、2018年– )

### 旧メンバー
- マックス・ウェルナー (Max Werner) - ボーカル、パーカッション (1972年-1982年、1999年-2000年)、ドラム (1978年-1982年) ※2024年死去
- ヨハン・スラガー (Johan Slager) - ギター、バック・ボーカル (1972年-1982年)
- ピム・コープマン (Pim Koopman) - ドラム、ボーカル (1972年-1976年、1999年–2009年) ※2009年死去
- シース・ファン・レーウェン (Cees van Leeuwen) - ベース (1972年-1975年)
- ベルト・フェルドカンプ (Bert Veldkamp) - ベース、バック・ボーカル (1975年-1976年、1999年-2005年)
- テオ・デ・ヨング (Theo de Jong) - ベース (1976年-1978年)
- エドワード・リーカーズ (Edward Reekers) - ボーカル (1978年-1982年、2003年、2005年-2014年)
- チャールズ・スハウテン (Charles Schouten) - ドラム (1976年-1978年)
- ピーター・スケルペンツェル (Peter Scherpenzeel) - ベース (1978年-1982年)
- アイリーン・リンダース (Irene Linders) - バック・ボーカル、歌詞 (1978年-1981年)
- キャサリン・ラプソーン (Katherine Lapthorn) - バック・ボーカル (1978年-1981年)
- ロブ・ウィンター (Rob Winter) - ギター (1999年-2003年)
- バート・ヘーリンク (Bert Heerink) - ボーカル (2000年-2005年)
- シンディ・オウドショールン (Cindy Oudshoorn) - ボーカル (2003年-2014年)
- モニーク・ファン・デル・スター (Monique van der Ster) - ボーカル (2005年)
- ロブ・ヴァンダーリンク (Rob Vunderink) - ギター、ボーカル (2001年-2016年)
- ヨースト・フェルゴーセン (Joost Vergoossen) - ギター (2003年-2016年)
- ヤン・ファン・オルフェン (Jan van Olffen) - ベース (2005年-2016年)
- コリン・ライエナール (Collin Leijenaar) - ドラム (2017年)

## ディスコグラフィ

### スタジオ・アルバム
- 『シー・シー・ザ・サン』 - See See the Sun (1973年)
- 『カヤック・セカンド』 - Kayak (1974年)
- 『鮮烈のカヤック』 - Royal Bed Bouncer (1975年)
- 『ラスト・アンコール』 - The Last Encore (1976年)
- 『スターライト・ダンサー』 - Starlight Dancer (1977年)
- 『ファントム・オブ・ザ・ナイト』 - Phantom of the Night (1978年)
- Periscope Life (1980年)
- 『マーリン』 - Merlin (1981年)
- 『目撃者』 - Eyewitness (1981年) ※スタジオでのライブ録音。オリジナルLPでは観客の音声が加えられていたが、後のCD版では削除された
- 『クロース・トゥ・ザ・ファイアー』 - Close to the Fire (2000年)
- 『ナイト・ヴィジョン』 - Night Vision (2001年)
- 『マーリン2 (霊界の吟遊詩人)』 - Merlin – Bard of the Unseen (2003年)
- 『ノストラダムス - ザ・フェイト・オヴ・マン』 - Nostradamus – The Fate of Man (2005年)
- 『カミング・アップ・フォー・エアー』 - Coming Up for Air (2008年)
- 『レターズ・フロム・ユートピア』 - Letters from Utopia (2009年)
- 『エニーウェア・バット・ヒア』 - Anywhere but Here (2011年)
- 『クレオパトラ - イシスの王冠』 - Cleopatra – The Crown of Isis (2014年)
- 『セヴンティーン』 - Seventeen (2018年)
- 『アウト・オブ・ディス・ワールド』 - Out of This World (2021年)

### ライブ・アルバム
- 『チャンス・フォー・ア・ライヴ・タイム』 - Chance for a Livetime (2001年)
- 『カヤコースティック』 - Kayakoustic (2007年)
- The Anniversary Concert (2008年)
- 『ライヴ 2019』 - Live 2019 (2020年)

### ボックスセット
- 『ジ・アニヴァーサリー・ボックス』 - The Anniversary Box (2008年) ※4CD+DVD
- Journey Through Time (2017年)[4]

### 英米発売シングル
- "Wintertime" / "Serenades" (1974年、英国)
- "We Are Not Amused" / "Give It a Name" (1974年、英国)
- "I Want You To Be Mine" / "Irene" (1978年、北米) ※カナダ63位[5]
- "Keep the Change" / "Ivory Dance" (1979年、北米)
- "Periscope Life" / "Stop That Song" (1980年、米国)
- "Seagull" / "The Sword In The Stone (Excerpt From "Merlin")" (1981年、英国)